# Милош Терзић
Милош Терзић (Лазаревац, 13. јун 1987) је српски одбојкаш и некадашњи играч Црвене звезде. Игра на позицији примача сервиса.

## Биографија
Висок је 202 цм, тежак 88 кг. Са репрезентацијом Србије освојио је златну медаљу на Европском првенству у одбојци 2011. y Бечу.